# Melecta pacifica
Melecta pacifica är en biart som beskrevs av Cresson 1878. Melecta pacifica ingår i släktet sorgbin, och familjen långtungebin.

## Underarter
Arten delas in i följande underarter:
- M. p. atlantica
- M. p. fulvida
- M. p. pacifica